# Кэмпбелл, Малкольм
Сэр Малкольм Кэмпбелл (англ. Malcolm Campbell; 11 марта 1885, Чизлхерст, Большой Лондон — 31 декабря 1948, Рейгейт, Суррей) — британский автогонщик, кавалер ордена Британской империи.

## Биография
Родился 11 марта 1885 года в Чизлхерсте, графство Кент, и был единственным сыном Уильяма Кэмпбелла, продавца алмазов Hatton Garden в Холборне.
Учился в школе Uppingham School. Затем поехал в Германию изучать торговлю алмазами. Здесь он заинтересовался мотоциклами и гонками на них. Вернувшись в Великобританию, Малкольм два года про работал в Lloyd’s of London. Но увлечение мотоциклетными гонками возобладало, и он перешел в спорт. В 1906—1908 годах Кэмпбелл выиграл все три гонки на мотоциклах London to Lands End Trials. В 1910 году перешел на гоночные автомобили, ездил на трассе Бруклендс. Свой автомобиль он назвал «Синяя птица» (Blue Bird) и перекрасил её в синий цвет после того, как увидел в лондонском Haymarket Theatre пьесу Мориса Метерлинка «Синяя птица».

### Военная карьера
В начале Первой мировой войны Кэмпбелл первоначально был зачислен в армию качестве военного мотоциклиста и участвовал в битве при Монсе в августе 1914 года. Вскоре он был назначен вторым лейтенантом в 5-й батальон полка Queen’s Own Royal West Kent Regiment — подразделения территориальных сил. Затем он был призван в Королевский лётный корпус, где служил штурманом.
В 1930-х годах он командовал военной полицией в дивизии 56th (London) Infantry Division территориальной армии. С 1940 по 1942 год командовал контингентом военной полиции Coats Mission, которому была поручена эвакуация короля Георга VI, королевы Елизаветы и их ближайших родственников из Лондона в случае вторжения Германии. 23 января 1943 года Кэмпбелл был переведен из Корпуса военной полиции в Корпус общего обслуживания. 16 декабря 1945 года, достигнув возраста 60 лет, Кэмпбелл был уволен с военной службы в звании майора.

### Спортивная карьера

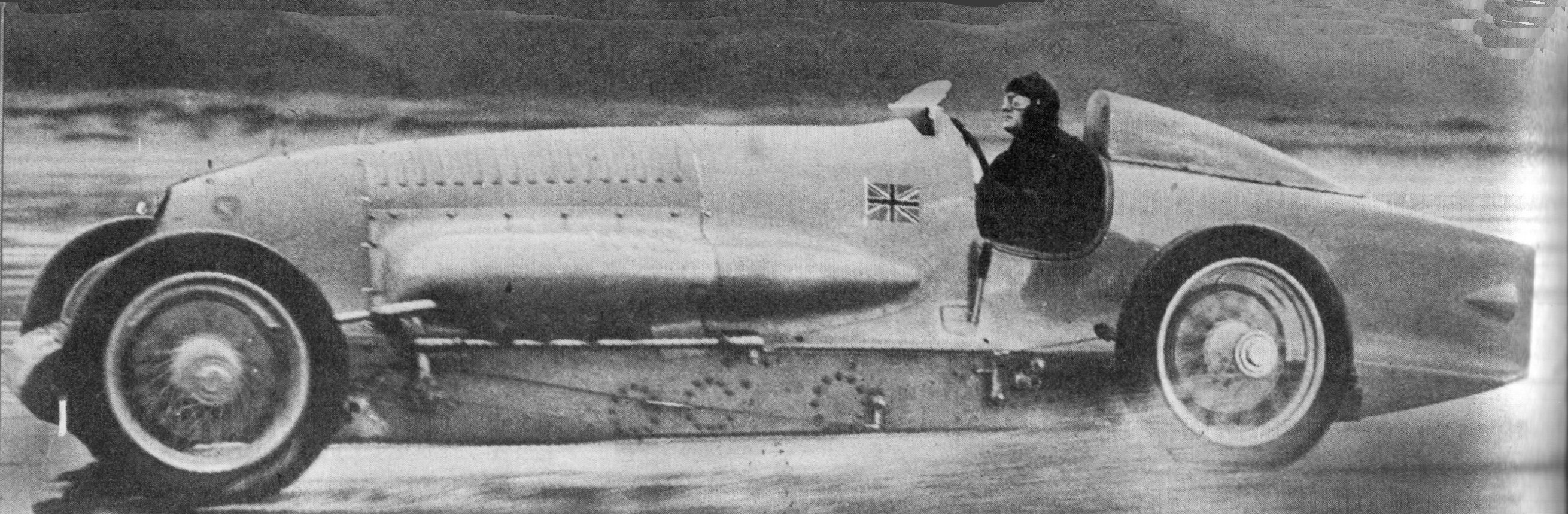
Blue Bird На пляже Pendine Sands

В 1927 и 1928 годах за рулем Bugatti Type 37 в автогонках Гран-При, Малкольм Кэмпбелл выиграл Гран-при Булони (Grand Prix de Boulogne) во Франции.
Кэмпбелл впервые побил рекорд наземной скорости для автомобиля в 1924 году (235,22 км/ч) на пляже Pendine Sands залива Кармартен, управляя автомобилем Sunbeam 350HP (мощность двигателя 350 л.с.), который в настоящее время выставлен в Национальном автомобильном музее в Бьюли. С 1924 по 1935 год он ещё девять раз побил рекорды скорости в Pendine Sands и Daytona Beach. 3 сентября 1935 года он установил свой последний рекорд наземной скорости на высохшем соляном озере в Бонневилле (штат Юта, США) и был первым человеком, который управлял автомобилем со скоростью более 300 миль в час: в среднем 301,337 миль в час (484,955 км/ч) за два прохода (туда и обратно).
Малкольм Кэмпбелл также разработал и протестировал водную «Синюю птицу» на озере Tilgate в одноимённом парке в городе Кроли (Западный Суссекс). Он четырежды устанавливал рекорд скорости на воде, достигнув 141,740 миль в час (228,108 км/ч) на Blue Bird K4. Последний рекорд был установлен 19 августа 1939 года на озере Конистон-Уотер, графство Камбрия, Англия.
Умер после серии инсультов 31 декабря 1948 года в городе Райгит графства Суррей. Был похоронен на лондонском кладбище St Nicholas Churchyard.
Малкольм Кэмпбелл был введен в Международный зал славы автоспорта в 1990 году и в Зал славы автоспорта Америки в 1994 году.

Памятные знаки
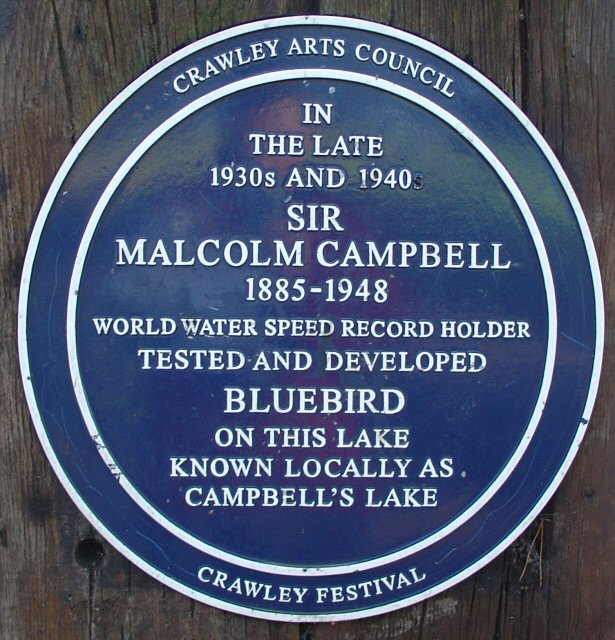
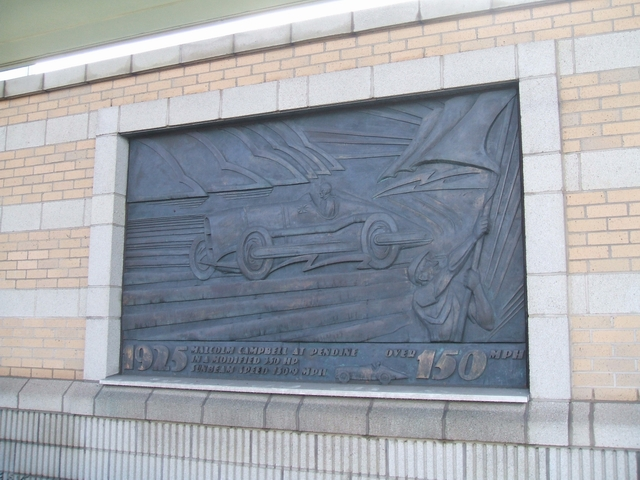
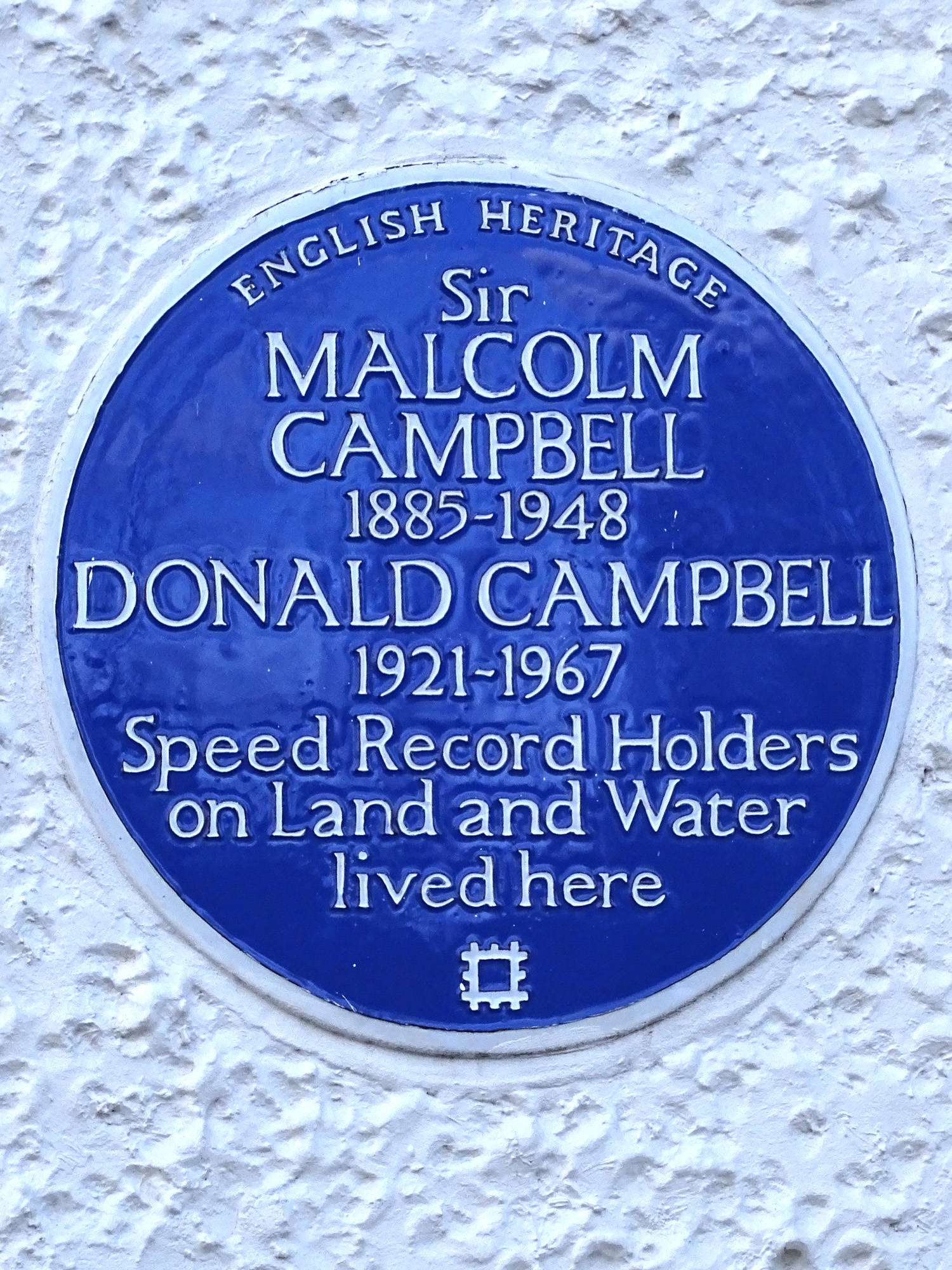

### Личная жизнь
В 1913 году Малкольм Кэмпбелл женился на Марджори Дагмар Кнотт (Marjorie Dagmar Knott), но развелся два года спустя.
Во второй раз женился в 1920 году на Дороти Эвелин Уиттолл (Dorothy Evelyn Whittall): в 1921 году у них родился сын Дональд, а в 1923 году — дочь Джин. Супруги развелись в 1940 году.
В 1945 году Кэмпбелл в третий раз женился на Бетти Никори (Betty Nicory).